# Porocottus quadrifilis
Porocottus quadrifilis är en fiskart som beskrevs av Gill, 1859. Porocottus quadrifilis ingår i släktet Porocottus och familjen simpor. Inga underarter finns listade i Catalogue of Life.